# Марко Полетанович
Марко Полетанович (серб. Marko Poletanović, нар. 20 липня 1993, Новий Сад) — сербський футболіст, півзахисник польського клубу «Заглемб'є» (Любін). 
Виступав, зокрема, за клуби «Воєводина», «Гент», «Ягеллонія» та «Ракув» а також національну збірну Сербії.
Чемпіон Бельгії. Володар Суперкубка Бельгії. 

## Клубна кар'єра

### «Воєводина»
Народився 20 липня 1993 року в місті Новий Сад. Вихованець молодіжної академії «Воєводини». На дорослому рівні дебютував у сезоні 2011/12 років в оренді в клубі «Цемент» (Беочин) з Сербської ліги Воєводина. Під час зимової перерви повернувся до «Воєводини». Дебютував за команду в поєдинку проти «Радничок», вийшовши на поле на 90-й хвилинію. Матч завершився нульовою нічиєю. Після цього став основним гравцем команди. Незважаючи на те, що на той час у півзахисті команди виступали старші футболісти, зокрема Стівен Аппіа та Алмані Морейра, Полетанович у першій частині сезону зіграв у 12-и поєдинках з 15-и матчів у першій частині сезону в сербській Суперлізі. У сезоні 2011/12 років Марко зіграв 12 матчів. 26 липня 2012 року Полетанович провів свою першу гру в єврокубках, вийшовши в стартовому складі матчу кваліфікації Ліги Європи проти литовської «Судуви». 26 жовтня 2013 року півзахисник відзначився першим забитим м'ячем за «Воєводину», відкривши рахунок у поєдинку з ОФК. У складі клубу з Нового Сада став володарем кубка Сербії 2013/14, відігравши 60 хвилин у фінальній зустрічі з «Ягодиною». У 21-річному віці в своїх останніх 5-и матчах виводив «Воєводину» на поле з капітанською пов'язкою.

### «Гент»
21 січня 2015 року підписав 3,5-річний контракт з представником бельгійської Про Ліги ФК «Гент». У новій команді його одноклубником став інший футболіст сербської «молодіжки» Урош Вітас. Дебютував за «Гент» в поєдинку проти Остенде, замінивши на 85-й хвилині Брехта Деягера. Після декількох виходів на поле з лави запасних, вперше у стартовому складі зіграв 17 квітня в третьому турі бельгійського чемпіонату проти «Стандарду» (Льєж). У сезоні 2015/16 років головний тренер «Гента» Гейн Вангазебрук майже не випускав на поле Полетановича. 30 грудня 2015 року з'явилася інформація, що він відправиться у 6-и місячну оренду в «Ауд-Геверле», проте через декілька днів виявилося, що, незважаючи на домовленість між обома клубами, Марко не мав бажання переходити до «Геверле», тому угода так і не відбулася. Натомість Полетанович перейшов у «Зюлте-Варегем», в орендній угоді передбачалася можливість викупу серба. Влітку 2014 року сторони домовилися про розірвання контракту й Марко залишив команду вільним агентом.

### «Црвена Звезда»
22 червня 2016 року підписав 1-річну орендну угоду з грандом сербського футболу, «Црвеною Звездою», при цьому була передбачена можливість викупу контракту півзахисника. Дебютував за «червоних» 22 липня в нічийному поєдинку першого туру Суперліги проти «Напредака». Головний тренер «Црвени Звезди» Міодраг Божович був вражений грою Марка. В наступному матчі знову продемонстрував хорошу гру, відзначившись дебютним голом за столичний клуб в переможному поєдинку другого раунду проти «Металаца». По завершенні сезону закінчилася й дія орендної угоди, отож Полетанович залишив команду.

### «Тосно»
19 серпня 2017 року підписав 2-річний контракт з клубом російської Прем'єр-ліги, ФК «Тосно».
9 травня 2018 року зіграв на Волгоград Арені в переможному фінальному поєдинку Кубку Росії 2017—2018 проти курського «Авангарду».

### «Ягеллонія»
До складу клубу «Ягеллонія» приєднався 2018 року. Станом на 7 березня 2019 року відіграв за команду з Білостока 14 матчів в національному чемпіонаті.

## Виступи за збірні
З 2011 року залучався до юнацьких збірних Сербії, взяв участь у 9 матчах на юнацькому рівні. 2013 року залучався до складу молодіжної збірної Сербії. На молодіжному рівні зіграв в одному матчі.
У 2016 році дебютував у складі національної збірної Сербії в програному (0:3) товариському поєдинку проти Катару.

## Статистика

### Клубна
Станом на 13 May 2018
| Клуб              | Сезон             | Ліга              | Ліга  | Ліга | Кубок | Кубок | Континентал. | Континентал. | Інші  | Інші | Загалом | Загалом |
| Клуб              | Сезон             | Дивізіон          | Матчі | Голи | Матчі | Голи  | Матчі        | Голи         | Матчі | Голи | Матчі   | Голи    |
| ----------------- | ----------------- | ----------------- | ----- | ---- | ----- | ----- | ------------ | ------------ | ----- | ---- | ------- | ------- |
| «Цемент» (Беочин) | 2011–12 (оренда)  | Ліга Воєводина    | 11    | 1    | —     | —     | —            | —            | —     | —    | 11      | 1       |
| «Воєводина»       | 2011–12           | Суперліга         | 12    | 0    | 1     | 0     | —            | —            | —     | —    | 13      | 0       |
| «Воєводина»       | 2012–13           | Суперліга         | 19    | 0    | 3     | 0     | 3            | 0            | —     | —    | 25      | 0       |
| «Воєводина»       | 2013–14           | Суперліга         | 26    | 4    | 6     | 0     | 8            | 0            | —     | —    | 40      | 4       |
| «Воєводина»       | 2014–15           | Суперліга         | 15    | 1    | 3     | 1     | 2            | 0            | —     | —    | 20      | 2       |
| «Воєводина»       | Загалом           | Загалом           | 72    | 5    | 13    | 1     | 13           | 0            | —     | —    | 98      | 6       |
| «Гент»            | 2014–15           | Ліга Жупіле       | 8     | 1    | 1     | 0     | —            | —            | —     | —    | 9       | 1       |
| «Гент»            | 2015–16           | Ліга Жупіле       | 3     | 0    | 0     | 0     | 0            | 0            | 0     | 0    | 3       | 0       |
| «Гент»            | Загалом           | Загалом           | 11    | 1    | 1     | 0     | —            | —            | —     | —    | 12      | 1       |
| Зюлте-Варегем     | 2015–16 (оренда)  | Ліга Жупіле       | 8     | 0    | —     | —     | —            | —            | —     | —    | 8       | 0       |
| «Црвена Звезда»   | 2016–17 (loan)    | Суперліга         | 23    | 3    | 3     | 1     | 2            | 0            | —     | —    | 28      | 4       |
| «Тосно»           | 2017–18           | Прем'єр-ліга      | 18    | 0    | 3     | 0     | —            | —            | —     | —    | 21      | 0       |
| Усього за кар'єру | Усього за кар'єру | Усього за кар'єру | 143   | 10   | 20    | 2     | 15           | 0            | 0     | 0    | 178     | 12      |

### У збірній
Станом на 29 вересня 2016
| національна збірна Сербії | національна збірна Сербії | національна збірна Сербії |
| Рік                       | Матчі                     | Голи                      |
| ------------------------- | ------------------------- | ------------------------- |
| 2016                      | 1                         | 0                         |
| Загалом                   | 1                         | 0                         |

## Досягнення
«Воєводина»
- Кубок Сербії
  -  Володар (1): 2013/14

«Гент»
- Ліга Жупіле
  -  Чемпіон (1): 2014/15

- Суперкубок Бельгії
  -  Володар (1): 2015

«Тосно»
- Кубок Росії
  -  Володар (1): 2017/18

«Ракув»
- Кубок Польщі
  -  Володар (2): 2020/21, 2021/22
- Суперкубок Польщі
  -  Володар (1): 2021